# General La Madrid (ville)
Pour les articles homonymes, voir General Lamadrid.
General La Madrid est une localité argentine située dans le partido de General La Madrid, dans la province de Buenos Aires.

## Démographie
La localité compte 8 073 habitants (Indec, 2010), ce qui représente une augmentation de 1,9 % par rapport au recensement précédent de 2001 qui comptait 7 923 habitants.

## Religion
| Diocèse  | Azul                    |
| -------- | ----------------------- |
| Paroisse | Nuestra Señora de Luján |